# Anykščiai
Anykščiai je skijališni grad u Litvi, oko 32 kilometra zapadno od Utene. Rimokatolička crkva sv. Matije u Anykščiaiju je najviša crkva u Litvi s tornjem visokim 79 metara.
U gradu egzistira nogometni klub FK Anykščiai.

## Ime
Anykščiai je litavsko ime grada. Verzije imena na drugim jezicima su - poljski: Onikszty, ruski: Оникшты Onikshty, bjeloruski: Анікшты Anikshty, jidiš: אַניקשט Aniksht, njemački: Onikschten, latvijski: Anīkšči.

## Povijest
Arheološkim istraživanjima na ovom području otkrivena su naselja koja datiraju iz kasnog neolitika. Položaj grada na rijeci Šventoji koja ga povezuje s Baltičkim morem preko rijeka Vilija i Njemen pridonio je njegovom razvoju. Također grad je smješte na putu između Vilniusa i Rige. Njegova strateška važnost je dovelo do čestih napada od strane teutonskih vitezova. Prvi pisani spomen grada datira iz 1442. godine
Pogon za preradu vune, vinarija, litavska i židovska škola bile su osnovane nakon Prvog svjetskog rata. Tada je broj stanovnika dosegao broj od oko 4000. Tijekom Drugog svjetskog rata mnogi mostovi, kao i centar grada su uništeni, a mnogi stanovnici su pogubljeni.

## Gradovi prijatelji
- Sejny, Poljska

## Vanjske poveznice
|  | Zajednički poslužitelj ima još gradiva o temi Anykščiai |

- Virtual Tour of Anykščiai